# Pterolophia longulipennis
Pterolophia longulipennis là một loài bọ cánh cứng trong họ Cerambycidae.